# Osmium(III)-chlorid
Osmium(III)-chlorid ist eine anorganische chemische Verbindung des Osmiums aus der Gruppe der Chloride.

## Gewinnung und Darstellung
Osmium(III)-chlorid entsteht bei der Chlorierung von Osmium bei höheren Temperaturen und bei rascher Abkühlung der Dämpfe, wobei auch Osmium(IV)-chlorid entsteht. In reiner Form wird es durch Zersetzen von Ammoniumhexachlorosmat (NH4)2(OsCl6) im Chlorstrom erhalten.
{\displaystyle \mathrm {2\ Os+3\ Cl_{2}\ {\xrightarrow {100-500^{o}C}}\ 2\ OsCl_{3}} }

## Eigenschaften
Osmium(III)-chlorid ist ein braunschwarzes hygroskopisches Pulver, das leicht löslich in Wasser ist. Sein Hydrat ist ein schwarzer Feststoff.
Bei der Disproportionierung bei 500 °C im Vakuum entsteht Osmium(IV)-chlorid und Osmium(II)-chlorid.
{\displaystyle \mathrm {2\ OsCl_{3}\longrightarrow OsCl_{4}+OsCl_{2}} }

## Verwendung
Osmium(III)-chlorid-hydrat wird als Ausgangsstoff zur Herstellung von Dichlordihydridoosmium-Komplexverbindungen und anderen Verbindungen verwendet.